# Neosaropogon garamas
Neosaropogon garamas är en tvåvingeart som först beskrevs av Walker 1849.  Neosaropogon garamas ingår i släktet Neosaropogon och familjen rovflugor. Inga underarter finns listade i Catalogue of Life.